# This Is a Recording
This is a recording è un album realizzato da Kevin Moore, musicista statunitense, ex-membro dei Dream Theater, che contiene varie canzoni composte durante gli anni 1994-97. È fuori stampa e non verrà ristampato.

## Tracce
1. Squelch
2. Hay Day. May Day. Help.
3. Wednesday The Sky
4. Roll Away The Stone
5. Nora
6. On The Page (early version)
7. Blusong
8. S.O.S.
9. Because The Plane Crashed
10. The Fucking Mouse
11. Shallow
12. Hollow

Dal demo Chroma key del 1995:
1. On The Page
2. Watercolor
3. Chromakey